# Oidium citri
Oidium citri är en svampart som först beskrevs av J.M. Yen, och fick sitt nu gällande namn av U. Braun 1982. Oidium citri ingår i släktet Oidium och familjen Erysiphaceae.   Inga underarter finns listade i Catalogue of Life.